# Henry Sanfourche
Henry Sanfourche (Sarlat, 24 marzo 1775 – Sarlat, 10 aprile 1841) è stato un militare francese.
Comandante della Legion d'Onore e Cavaliere dell'Ordine di Saint-Louis. Conta 24 campagne militari dalla Campagna di Prussia e Polonia alla Campagna di Napoleone in Spagna alla Campagna di Russia alla sua ultima Campagna di Francia (1814) che è l'ultima fase della Sesta Coalizione.